# 萊昂斯維爾 (印地安納州)
萊昂斯維爾（英語：Lyonsville）是位於美國印地安納州費耶特縣的一個非建制地區。該地的面積和人口皆未知。